# August Aschinger

August Aschinger

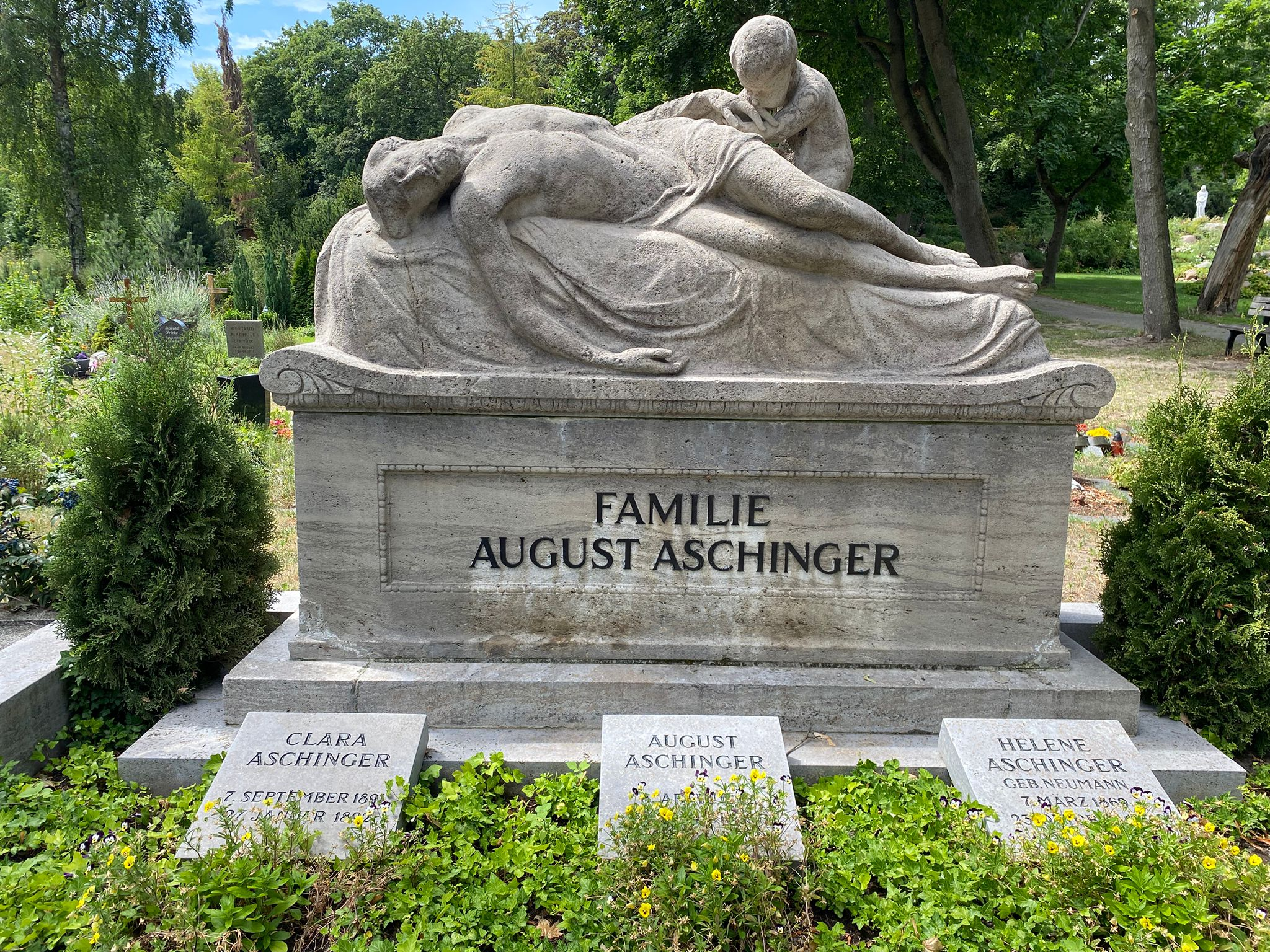
Familiengrabstätte auf dem Luisenfriedhof III

August Ludwig Aschinger (* 8. April 1862 in Oberderdingen; † 28. Januar 1911 in Charlottenburg) war ein deutscher Gastronom, der mit seinem Bruder Carl Aschinger um 1900 in Berlin den lange Zeit größten Gastronomiebetrieb Europas, die Firma Aschinger, aufbaute.

## Familie
August Aschinger wurde als zehntes von elf Kindern des Küfers Andreas Aschinger (* 11. Juli 1807 in Diefenbach; † 24. November 1867 in Derdingen, heute Oberderdingen) und dessen zweiten Frau Dorothea Götz (* 20. Juni 1819 in Oberderdingen; † 13. Juni 1874 ebenda) geboren.
Aschinger heiratete im April 1888 in Berlin Helene Neumann (1869–1915). Aus dieser Ehe entstammen Clara (1891–1892), Elisabeth (1893-1949), von 1912 bis 1930 verheiratet mit Alexander Kermektschiew, und Fritz (1894–1949, Suizid).

## Leben
Nach dem frühen Tod des Vaters und den bescheidenen Verhältnissen der Witwe mit acht Kindern mussten die Waisen sehr schnell sich selbst ernähren. Der ältere Bruder Friedrich (* 8. Juli 1845 in Oberderdingen; † 27. Juni 1893 in Berlin), der nach einer Stelle in Schlesien schließlich in Berlin Arbeit fand, veranlasste um 1880 seine Brüder August und Carl (* 19. Oktober 1855 in Oberderdingen; † 5. Mai 1909 in Berlin) ebenfalls nach Berlin zu gehen. Um 1884 war August Aschinger als Koch beschäftigt. Mit der Mitgift seiner Frau, die er 1888 geheiratet hatte, machte er sich im gleichen Jahr als Gastronom der Gaststätte im Sedan-Panorama selbständig. Die zahlreiche Laufkundschaft mit ihren spezifischen Bedürfnissen brachte ihn zu den Überlegungen, die den Erfolg seines späteren Filialbetriebs ausmachten.
August Aschinger gründete 1892 mit seinem Bruder Carl Aschinger die Firma Aschinger, die um 1900 mit 23 Stehbierhallen, 15 Konditoreien, acht Restaurants und weiteren Geschäften sich innerhalb kurzer Zeit zum größten Gastronomiebetrieb Europas entwickelte. Viele Vettern und andere Anverwandte aus Diefenbach und Oberderdingen im Kraichgau fanden in Berlin bei Aschinger Arbeit.
Aschinger, der  sich persönlich um alle Einzelheiten seines Betriebes kümmerte, wurde 1910 erster Ehrenbürger seines Geburtsortes, der damaligen Gemeinde Derdingen. In der Verleihungsurkunde heißt es: In dankbarer Anerkennung der durch seine große Wohltätigkeit bekundeten treuen Anhänglichkeit an seine Geburts- und Heimatgemeinde.
August Aschinger starb bereits ein Jahr später mit nur 48 Jahren und wurde auf dem Luisenfriedhof in Berlin bestattet. Das Familiengrab schuf der Bildhauer Ludwig Vordermayer. Die Grabstätte befindet sich im Feld GU.
In seinem Geburtsort, der heutigen Gemeinde Oberderdingen, gibt es eine Aschingerstraße, ein Museum Aschingerhaus und eine Aschingerhalle.